# アウグスト・セヴェーロ

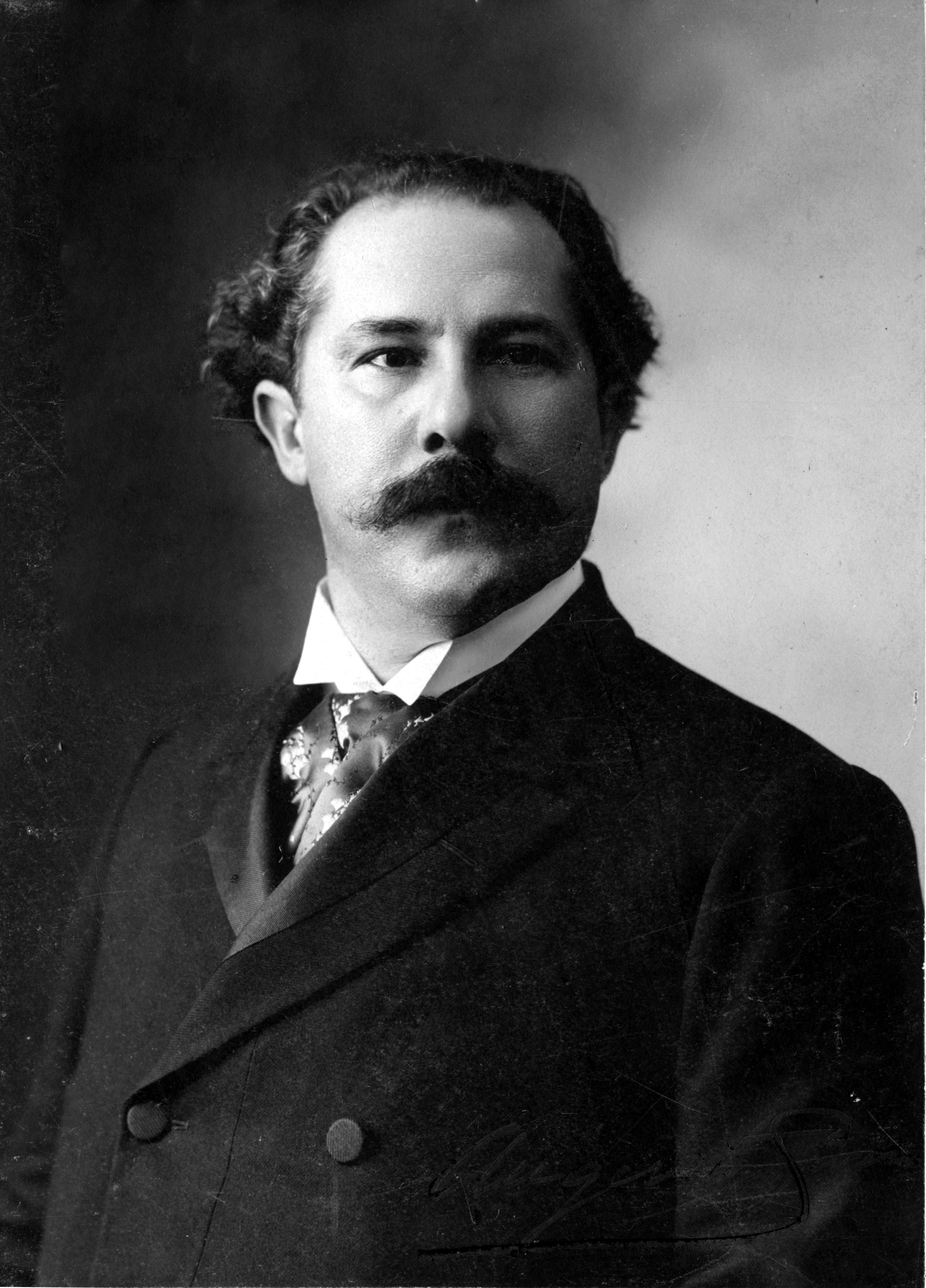
アウグスト・セヴェーロ・デ・アルブルケルケ・マラニャオ

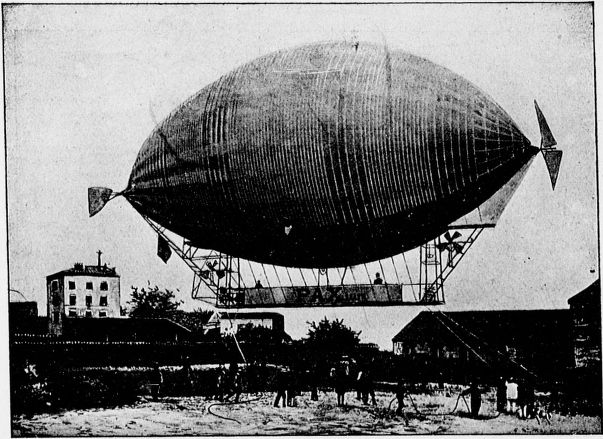
セヴェーロが制作した飛行船「Pax号」

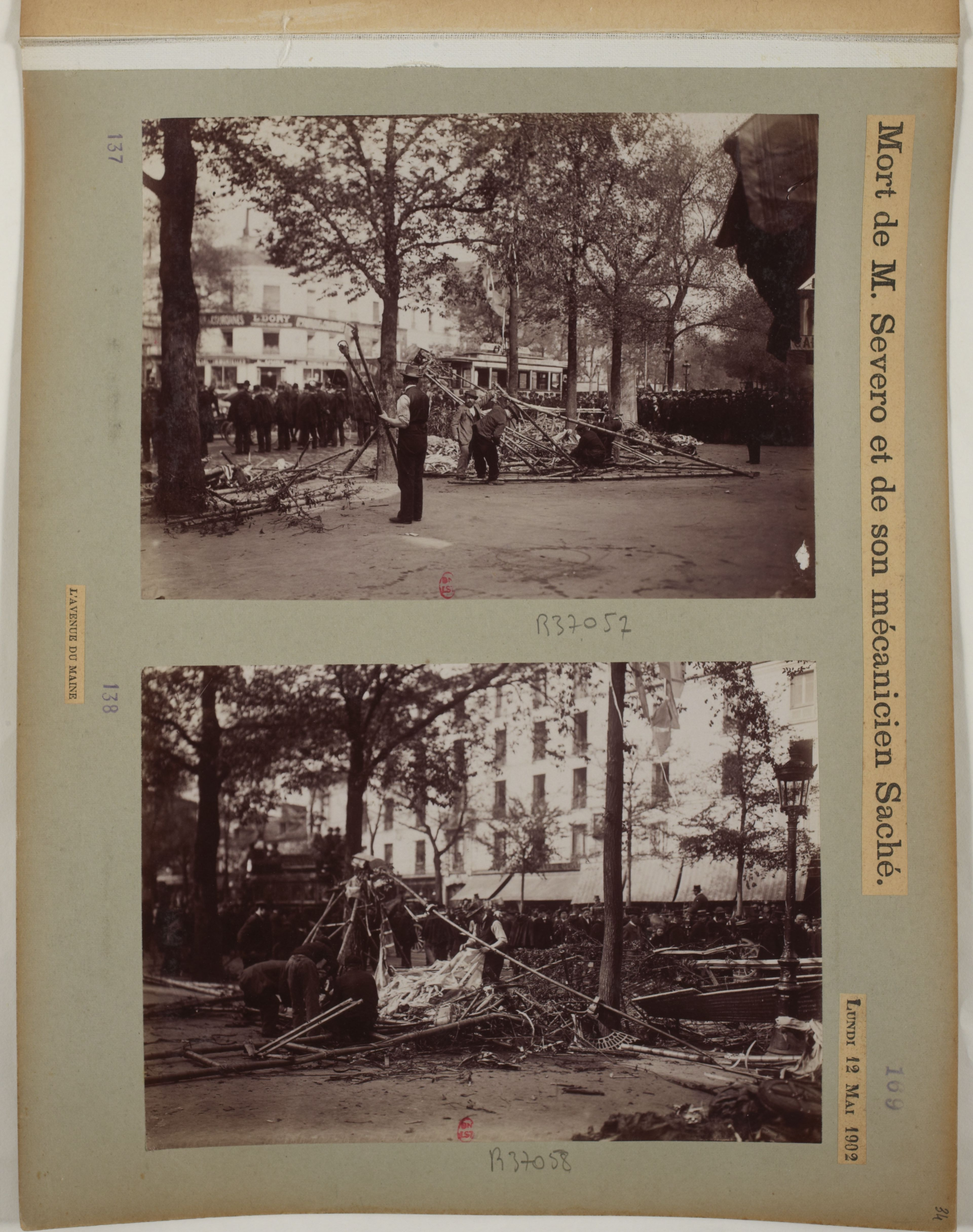
「Pax号」の墜落現場の写真

アウグスト・セヴェーロ・デ・アルブルケルケ・マラニャオ（Augusto Severo de Albuquerque Maranhão 、1864年1月11日 - 1902年5月12日）はブラジルのジャーナリスト、発明家、航空のパイオニアである。1902年、パリで自らの設計した飛行船で事故を起こし死亡した。
リオグランデ・ド・ノルテ州のマカイバで生まれた。リオデジャネイロの工科大学で工学を学んだ。学校の数学教師をした後、1892年まで貿易会社で働いた。1887年には最初の飛行船のアイデアをもったが製作されることはなかった。1892年に政界に進出し議員となった。国の援助を受けて、自らのアイデアに基づく飛行船の製作を行った。17世紀のブラジル出身で空中船のアイデアを提案したバルトロメウ・デ・グスマンの名前がつけられた飛行船の気嚢はパリの気球メーカー、アンリ・ラシャンブル（Henri Lachambre）の工場に発注された。体積2,000m3で、長さ60mの気嚢は1893年3月にブラジルに到着したが、モーターや操縦士を収納する構造はアルミニウムで設計されたが、材料不足から、一部が竹で代用された。水素の製造施設も建設された。
「バルトロメウ・デ・グスマン号」は1894年にテストされ、安定性をみせたが、1回だけ試みられた自由飛行では、竹の構造材は強度不足で破損した。その後飛行船に関する特許を得て、1901年の末から2機目の飛行船「Pax号」（平和号）の製作をはじめた。体積2,500m3で、長さ30mの「Pax号」の試験は1902年5月4日と7日に行われ順調であった。5月12日、セヴェーロとフランス人のジョルジュ・サッシェが乗った「Pax号」はパリを離陸してからわずか10分後に高度400mに達したところで激しく爆発炎上して墜落、観衆が見守る中、セヴェーロらはメーヌ通りに落下し死亡した。事故の原因は、上空に達して気圧が薄くなったためガス嚢の水素ガスが噴出し、エンジンに吸い込まれて引火したためであった。一方、セヴェーロと同郷の飛行家であるアルベルト・サントス＝デュモンは、安全弁を用いることで、ガス嚢の内圧上昇に対処する方法を開発した。
ジョルジュ・メリエスはこの事故を再現したモノクロ映画を制作したが、現在は失われている。
ブラジルのナタールの国際空港はアウグスト・セヴェーロ国際空港（Augusto Severo International Airport）と命名された。